# ...And Down Goes the Sky
...And Down Goes the Sky è il secondo album della rock band canadese Au4, pubblicato nel 2012.

## Il disco
Il secondo album degli Au4, ...And Down Goes the Sky, è stato pubblicato il 5 dicembre 2012 in versione digitale liberamente scaricabile dal sito del gruppo in formato MP3 a 320 kbps e FLAC a 44.1k - 16 bit e successivamente è stato reso disponibile in versione CD, pubblicato dall'etichetta indipendente Torn Open Records, su iTunes e sul loro sito commerciale. Come già successo per On: Audio, il gruppo fornisce sul suo sito ufficiale, oltre ai testi, delle brevi spiegazioni di tutte le tracce, offrendo inoltre lo spunto per un'interpretazione del concept dell'album, che "porta chi ascolta in un mondo dove la fantasia danza con la scienza, il sacro si unisce al profano, la semplicità abbraccia la complessità, e la vita si incontra con la morte." Si tratta in sostanza di "un viaggio dalle conoscenze e dalle convinzioni dell'infanzia verso un mondo di libertà di pensiero e rinnovata curiosità, dove le meraviglie, il male e la bellezza delle nostre esperienze vengono re-immaginate."

## Giudizio della critica
Anche per il secondo album vi sono state numerose recensioni positive, fino al punto di definirlo un "capolavoro", "un album dinamico, per grandi movimenti mentali, fisici e spirituali. Un viaggio epico e sincero, con costanti riferimenti al passato ed un piede nella musica del futuro." Sean Boulger, che in qualità di critico musicale del settimanale Long Beach Union Weekly aveva già positivamente recensito il primo album, ha scritto che in ...And Down Goes the Sky la band "espande il proprio suono e introduce dei nuovi elementi che portano a un'incredibile profondità di emozioni e di energia." Questo album, come del resto anche il precedente, "va inteso come un tutto unico [...] Ciò che funziona al meglio in questo gruppo è il grado in cui riesce a fondere l'hard rock con uno stile musicale epico orientato alla narrazione."
È stato anche scritto che l'album possiede "alcune delle più sorprendentemente buone narrazioni liriche incontrate da anni, con un potente post-rock, suoni dance ed elettronici. [...] Di un gruppo che include la scala di Planck (più precisamente, la lunghezza di Planck) come tema filosofico di una canzone non ci si può che innamorare istantaneamente."

## Tracce
1. Everyone is Everyone And Everything is Everything – 6:28
2. Lost Her Way Home – 5:37
3. The Propagation of Light Through the Ether of Emotion – 4:41
4. So Just Hang On, Beautiful One – 6:12
5. In Three Seconds I'll Be Gone – 5:01
6. Forever Dancing Under a Fallen Sky – 5:33
7. Wherever We Begin to Fall Broken Glass Will Surely Follow – 4:13
8. The Empty Gorgeousness of All – 1:53
9. These Subtle Lights – 4:55
10. Planck Length – 5:37
11. Over the Edge It Goes – 14:07

## Video ufficiali
- So Just Hang On, Beautiful One (video, 3 luglio 2013)[13]
- Planck Length (video, 3 febbraio 2014)[14]

## Formazione
- Ben Wylie – voce, tastiera, chitarra, sequencer
- Aaron Wylie – voce, tastiera, programmazione
- Jason Nickel – basso, voce
- Nathan Wylie – batteria, percussioni

## Uso in altre opere
- Nel finale e nei titoli di coda dell'undicesimo episodio della seconda stagione della serie televisiva canadese di fantascienza Continuum (Second Guess) viene trasmesso il brano Everyone Is Everyone (and Everything Is Everything),[15] tratto dall'album ...And Down Goes the Sky.[16]